# Расстояния
Расстояния — дебютный EP альбом российской металкор-группы Rashamba, выпущенный 22 февраля 2007 года. Запись была сделана на студии «Z-Studio & Navahohut» в период с августа по сентябрь 2006 года. Диск издан на лейбле КАПКАН.
Презентация пластинки состоялась 13 февраля 2007 в клубе ПОРТ, Санкт-Петербург.
В поддержку данного альбома были выпущены 2 видеоклипа: на песни «Рядом с солнцем» (2007) и «Сука» (2008).

## Список композиций
| №  | Название          | Длительность |
| -- | ----------------- | ------------ |
| 1. | «Рядом с солнцем» | 4:04         |
| 2. | «Расстояния»      | 4:28         |
| 3. | «Сука»            | 3:25         |
| 4. | «Тишина»          | 4:08         |
| 5. | «Меняю себя»      | 3:25         |

## Состав
Rashamba (на момент записи альбома):
- Александр «Kabz» Кабзистый — вокал
- Сергей «Podshivalyan» Подшивалян — бас-гитара
- Александр «Henky» Игнатенко — гитара
- Фёдор «Feu d’or» Локшин — барабаны, бэк-вокал
- Александр «Vikl» Векленко — гитара

Музыка: Rashamba
Слова: Александр «Kabz» Кабзистый
Запись, сведение, мастеринг: Аркадий Навахо
Арт, дизайн и фотоманипуляции: A-Ra
Фото группы: Misterio